# Поперечно-строчная видеозапись
Попере́чно-стро́чная видеоза́пись (англ. Quadrature scanning) — способ записи телевизионного видеосигнала на магнитную ленту при помощи магнитных видеоголовок, установленных на вращающемся барабане, ось которого параллельна направлению движения магнитной ленты. При этом магнитные дорожки получаемой видеозаписи практически перпендикулярны к направлению движения носителя.
Первые видеомагнитофоны, пригодные для практического использования, были построены на этом принципе. Один из стандартов поперечно-строчной видеозаписи предусматривал использование магнитной ленты шириной 2 дюйма (50,8 миллиметров) и запись видеосигнала производилась четырьмя видеоголовками на дорожках, расположенных поперёк плёнки. Для синхронизации движения ленты и вращения барабана с видеоголовками при воспроизведении (автотрекинга) применялся управляющий сигнал, который записывался неподвижной магнитной головкой на отдельную управляющую дорожку вдоль магнитной ленты, так же, как и звук. 

Схема поперечно-строчной видеозаписи

## История создания
Поперечно-строчный способ видеозаписи впервые позволил создать работоспособный видеомагнитофон, поскольку все предыдущие попытки многодорожечной записи вдоль магнитной ленты были сопряжены с её огромными скоростями и расходом. Первым коммерчески пригодным видеомагнитофоном стал в 1956 году американский VR-1000 компании «Ampex», который произвёл в буквальном смысле переворот в телевидении, заменив архаичные кинорегистраторы. Главными разработчиками, кроме директора компании Александра Понятова, также считаются Чарльз Андерсон и «отец шумоподавления» Рэй Долби. Первые экземпляры этого аппарата стоили свыше 50 000 долларов, но это не останавливало телекомпании, нуждавшиеся в оперативном способе записи телепередач. До середины 1970-х годов существовал запрет на поставки видеомагнитофонов Советскому Союзу, поскольку видеозапись считалась технологией двойного назначения. Поэтому, в СССР поперечно-строчная видеозапись была разработана самостоятельно, и уже в 1960 году были выпущены первые отечественные аппараты «КМЗИ-4» и «Кадр-1».

## Формат Q

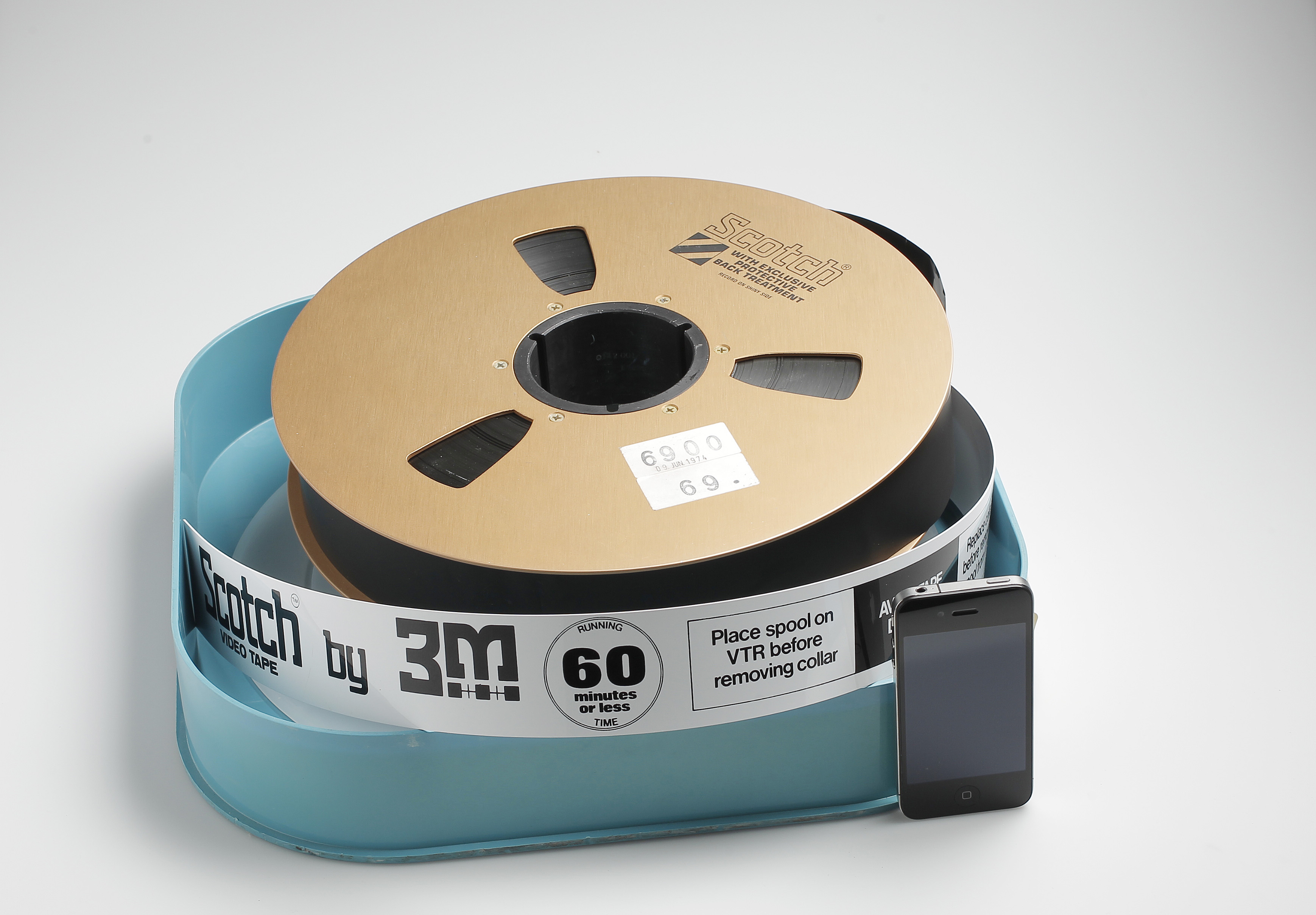
Бобина двухдюймовой магнитной ленты формата Q в сравнении со смартфоном

Основной и практически единственный распространённый формат поперечно-строчной видеозаписи назывался «Двухдюймовый Квадраплекс» (англ. 2 inch Quadruplex) или просто «Quad». Часто его называли «формат Q» и де-факто он был общемировым вещательным стандартом, поскольку обеспечивал беспрецедентное для своей эпохи качество изображения при горизонтальной чёткости свыше 400 твл. Отечественные видеомагнитофоны «Кадр» и «Электрон» соответствовали формату Q, что было необходимо для международного обмена телепрограммами. Скорость движения магнитной ленты составляла 39,68 сантиметра в секунду для европейского стандарта разложения, а скорость движения видеоголовок относительно ленты — 41,27 метров в секунду при частоте вращения барабана 15 000 оборотов в минуту. Угол наклона видеодорожки к краю магнитной ленты соответствовал 90,33°.
Стабильный контакт видеоголовок с магнитной лентой обеспечивается её вакуумным прижимом к специальной цилиндрической направляющей. Кроме того, газовые подшипники, в которых вращается диск с видеоголовками, также требуют специального компрессора. Поэтому, аппаратные видеомагнитофонов формата «Квадраплекс» оснащались централизованными системами высокого и низкого давления, без которых работа невозможна.  
Эксплуатировать такие видеомагнитофоны могли только высококвалифицированные инженеры, поскольку для записи и воспроизведения требовалась предварительная сложная настройка параметров каждой из четырёх видеоголовок и системы автоматического регулирования вращения барабана. В первых советских аппаратах этого формата из-за недостаточной точности изготовления проявлялись индивидуальные особенности блока видеоголовок, в результате чего приемлемое качество воспроизведения достигалось только при использовании того же БВГ, которым производилась запись. Поэтому часто рулон с записью хранился вместе с видеоголовками.
«Квадраплекс» относится к сегментированным форматам, что означает запись одного телевизионного поля на нескольких отдельных дорожках. Одна видеоголовка записывала 1/16 поля изображения, а за один оборот барабана записывалась только четверть поля.
Поэтому, воспроизведение видеозаписи со скоростью, отличной от скорости записи, невозможно. Это является одним из главных недостатков сегментированных форматов и формата Q. Ещё один трудноустранимый недостаток поперечно-строчного метода записи — «полосатость» изображения, получаемая в результате неизбежной разницы характеристик магнитных головок, воспроизводящих соседние сегменты изображения. С появлением наклонно-строчной видеозаписи и несегментированных форматов, поперечно-строчная была вытеснена, особенно из области производства новостей вследствие громоздкости и трудностей при видеомонтаже.
Аппараты двухдюймового формата выпускались до середины 1970-х, но в СССР их выпуск продолжался практически до перестройки из-за трудностей освоения промышленностью новых типов видеомагнитофонов.

## Видеомонтаж
Монтаж телепрограмм в формате Q первоначально осуществлялся механическим путём с «проявлением» магнитных дорожек специальным магнитным порошком перед разрезанием ленты точно по границе между кадрами, и её последующей склейкой под микроскопом. В дальнейшем были разработаны аппараты, пригодные для простейшего электронного монтажа, возможного благодаря сохранению кадров видеозаписи в цифровой памяти.
Наклонно-строчная видеозапись за счет другой геометрии сигналограммы и кинематики позволяла записывать каждый кадр изображения за один оборот барабана, что давало возможность замедленного, ускоренного воспроизведения и получения стоп-кадра. Кроме того, такой метод записи позволял осуществлять электронный монтаж, стыкуя монтируемые сцены коммутацией видеосигнала от двух синхронно и синфазно работающих видеомагнитофонов.